# Huitaperi
Huitaperi är en kulle i Finland. Den ligger i Övertorneå i landskapet Lappland, i den norra delen av landet, 700 km norr om huvudstaden Helsingfors. Toppen på Huitaperi är 181 meter över havet, eller 111 meter över den omgivande terrängen. Bredden vid basen är 1,9 km.
Terrängen runt Huitaperi är huvudsakligen platt. Runt Huitaperi är det glesbefolkat, med 9 invånare per kvadratkilometer. Närmaste större samhälle är Övertorneå kyrkoby, 8,2 km nordväst om Huitaperi. 